# 네빌 브랜드
네빌 브랜드(Neville Brand, 1920년 8월 13일 ~ 1992년 4월 16일)는 미국의 배우, 텔레비전 배우, 영화배우, 연극 배우이다.

## 방송
- 추격

## 영화
- 더 리턴(영어판) (1980년)
- 붉은 거미 (1980년) - 레오 역
- 9번째 배치 (1980년)
- 엔젤스 브리게이드 (1979년)
- 하이-라이더스 (1978년)
- 이튼 얼라이브 (1976년)
- 서부의 형제 (1976년)
- 사이코 킬러 (1975년)
- 더 데들리 트래커즈 (1973년)
- US 마샬 (1973년)
- 매드 봄버 (1972년)
- 수사관 맥클라우드 (1970년)
- 도라 도라 도라 (1970년)
- 명탐정 디씨 (1965년)
- 버드맨 오브 알카트라즈 (1962년)
- 마지막 일몰 (1961년)
- 허클베리 핀의 모험 (1960년)
- 추격 (1959년)
- 보난자 (1959년)
- 가슴에 빛나는 별 (1957년)
- 러브 미 텐더 (1956년)
- 프로디갈 (1955년)
- 클라이막스! (1954년)
- 프린스 밸리언트 (1954년)
- 라이오트 인 셀 블락 11 (1954년)
- 더 맨 프롬 더 알라모 (1953년)
- 한없는 추적 (1953년)
- 제17 포로수용소 (1953년)
- 벤지 (1951년)
- 웨어 더 사이드워크 엔드 (1950년)
- 몬테즈마의 영웅들 (1950년)
- 죽음의 카운트다운 (1950년)